# Paulistano Futebol Clube (Mato Grosso)
Paulistano Futebol Clube é uma agremiação esportiva que foi fundada na cidade de Cuiabá, Mato Grosso. Após ser reativado o clube está sediado em Nortelândia.

## História
O clube disputou o Campeonato Mato-Grossense de Futebol entre 1943 e 1950, sendo campeão em 1943.
Também em 1950 .
O clube disputou ainda o Campeonato de Cuiabá de Futebol quatro vezes, sendo vice-campeão em 1942, e o Torneio Municipal de Cuiabá de 1949.
Em 2019, após muitos anos de licenciamento, o Paulistano retornaria as atividades esportivas, agora com novas cores, escudo e sediado na cidade de Nortelândia, médio norte do estado. Apesar de ter sido reativado no ano de 2019, o seu retorno ao futebol profissional só veio a ocorrer no ano de 2022, quando disputou o Campeonato Mato-Grossense de Futebol - Segunda Divisão.

## Estatísticas

### Participações
| Competição  | Competição                | Temporadas | Melhor campanha         | Estreia | Última | P | R |
| Mato Grosso | Campeonato Mato-Grossense | 6          | Campeão (1943) e (1950) | 1943    | 1950   | – | – |
| Mato Grosso | 2ª Divisão                | 1          | 10° lugar (2022)        | 2022    | 2022   | - |   |
| Mato Grosso | Campeonato de Cuiabá      | 4          | Vice-Campeão (1942)     | 1936    | 1942   | – | – |